# قبيلة الغبرا
قبيلة الغبرة أو الغبرا هي قبائل من البدو الرعاة الذين اعتادوا رعي الجمال في صحراء شالبي شمال كينيا، وفي مرتفعات جنوب إثيوبيا، يبلغ تعدادهم حوالي 80 ألف نسمة، وهم مرتبطون بشدة بمجموعات من قبائل الأرومو وخصوصا جيرانهم قبائل البورانا الأكثر تمدنًا.

## اللغة
تتحدث قبيلة الغبرة لغة الأرومو بلهجة البورانا، التي تنتمي إلى اللغات الكوشية، وهي إحدى فروع عائلة اللغات الأفروآسيوية
وتشيع بينهم بعض الكلمات عربية الاصل كأيام الاسبوع.

## الثقافة
اسم الغبرة قد يكون مشتقا من كلمة «جابارو» التي تعني «فلاح الأرض» في لغة الأرومو، وربما تشير إلى تبعيتهم السياسية لتجمع قبائل البورانا
والذي يبدو أنه تكتل قبائلي عاش شمال نهر تانا في كينيا وفي المنطقة المحيطة ببحيرة توركانا وفي مرتفعات جنوب إثيوبيا، وإن كانت تفاصيل نشأة سلالة الغبرة خاضعة للجدل في الاوساط الاكاديمية.
زخارف الغبرة ومصنوعاتهم تشابه باقي قبائل البدو الرعوية في المنطقة، وتُعرف بيوتهم باسم مانداسي، وهي خيام خفيفة تصنع على شكل قباب من جذور السنط(الأكاسيا) وتغطى بنبات السيسال والأقمشة وجلود الجمال.
ينقسم كل مانداسي إلى أربعة أقسام، قسم للزوار من الرجال، وقسم للزوار من النساء، وقسم خاص للأبوين وآخر للأطفال.
يمكن للمانداسي أن يتم تفكيكه وتحويله إلى هودج أو محفة تُحمل على الجمال.
يعيش أهل الغبرة في قرى صغيرة تتكون من عدة بيوت، وتتحرك القرى مسافات قصيرة بمعدل اثنا عشر مرة كل عام، بحثًا عن غذاء أوفر للجمال ولباقي الحيوانات التي يعتمد عليها أهل الغبرة.

## المجتمع
ينقسم شعب الغبرة إلى قسمين، يعيش أحدهما في منخفضات الجانب الكيني من الحدود ويسمون «المالبي»، ويعيش الآخر في مرتفعات إثيوبيا ويسمون «الميجو».
تعرض المالبي إلى أنشطة تنصيرية وبعض الأبحاث الأنثربيولوجية، ولم يُنشر الكثير من الأبحاث عن الميجو.
ينقسم مجتمع الغبرة إلى عدة مجموعات تسمى «الحشود الخمسة»(الأرومية: dibbee shanaan)، في كينيا يستقل كل «حشد» بمنطقة رعي محددة، وترتبط حدودها بالمناطق التي حددتها الإدارة البريطانية لكل حشد منهم في أوائل القرن التاسع عشر، رغم أن مناطق تواجدهم الاصلية كانت أوسع من ذلك.
يعتبر البعض أن الأراضي الخاصة بالغبرة في إثيوبيا تمثل «حشدًا» سادسًا.

## الدين
يتبع شعب الغبرة ديانة توحيدية هي خليط بين الديانة التقليدية للأرومو (التي يُعبد فيها إله واحد اسمه «واكا»)، وبين دين الإسلام، وتظهر في عباداتهم العديد من العبادات الإسلامية، حيث يقومون بالحج إلى أماكن مقدسة توجد معظمها في المنطقة الجبلية التي يعيش فيها البورانا.
كما أنهم يصومون رمضان، ويحتفلون بعده بشهرين بيوم يسمونه «أرفا» (عرفة) ويذبحون بطريقة مشابهة للذبح الإسلامي، ويستخدمون كلمات مثل «نور الله»، «نور مكة»، «نور مدينة» في أناشيدهم وأحيانا كنوع من القسم.
يعتقد الغبرا أنه كانوا يمتلكون كتابًا مقدسًا ولكنه فُقد، ولديهم أماكن للصلاة تسمى «نابو» أو «مسيجيد» يصلون فيه صباح كل يوم قبل الخروج للرعي، ويخلعون نعالهم قبل الدخول لهذا المكان ويؤذنون خمس مرات في اليوم بلغة محلية.

بجانب الديانة التقليدية والإسلام، تحولت أعداد متزايدة من القبيلة إلى المسيحية نتيجة الأنشطة التنصيرية في المنطقة.

## مجهودات الدكتور عبد الرحمن السميط
تواصل معهم الدكتور عبد الرحمن السميط وقام بزيارتهم مع فريق عمله، وأستطاعوا إعادة تعريف عدة آلاف من القبيلة على الإسلام مع إنشاء عدة مبان دعوية وخدمية لأبناء القبيلة.